# Седморица младих
Ансамбл Седморица младих (познат и као Седам младих) био је југословенски и српски поп, рок и комичарски састав из Београда. Били су једна од најпопуларнијих група на простору СФРЈ, наступали широм света и ушли у Гинисову књигу рекорда као састав који је 33 године свирао непрекидно заједно. Основани су 29. септембра 1959. године, последњи концерт као ансамбл имали су у мају 1991. године у Сарајеву, а група је званично престала са радом 1999. године.

## Оснивање групе
Ансамбл Седморица младих основан је 29. септембра 1959. године у Београду. Прву поставу су чинили Небојша Данчевић као клавијатуриста, Милутин Васовић као гитариста, Љубиша Стошић као басиста, Бранислав Тодоровић као бубњар, Зоран Зарије Раковић као трубач, Владислав Василић на кларинету и Љубиша Милић који је свирао тромбон.
Владислав Василић 1963. године отишао је у војску, 1966. погинуо у саобраћајној несрећи, а на његово место у групи дошао је Јова Радовановић. Друга персонална промена десила се 1978, када је уместо Бранислава Тодоровића (који је преминуо) дошао Небојша Кунић. Тај састав трајао је до 1998, када умире Милутин Васовић, након чега група прекида рад.
Група је првобитно названа Београдски диксиленд ансамбл, по узору на Љубљански џез ансамбл, да би касније променила име у Седморица младих.

## Музика и ангажмани
Бенд Седморица младих је прву свирку имао у Дому омладине Јурица Рибар. Музика Седморице младих заснивала се првенствено на џезу и диксиленд музици, као и на афроамеричкој духовној музици. Заједно са свим овим стиловима, ансамбл је убацио и друге музичке жанрове, што је одлично пролазило код публике, иако ови музички жанрови у периоду од шездесетих до осамдесетих година нису били значајно популарни.
Први озбиљан ангажман у иностранству имали су 1962. године у Сирији, у хотелу Гранд у околини Дамаска. У хотелу се у том тренутку налазио велики број светских политичара и дипломата, па су Седморица младих свој репертоар морали да прикладе укусу публике док су свирали у хотелу.
Након четири месеца проведених у Сирији, група је стигла у Београд и у сарадњи са Установом културе „Вук Стефановић Караџић" покренула dancing, по узору на оно што су научили у Дамаску.
Наступали су широм западне Европе, у Немачкој, имали концерте широм Швајцарске, Аустрије, Холандије у једним од најпознатијих европских клубова. Били су прва естрадна југословенска група које је имала турнеју по Совјетском Савезу, након избацивања Југославије из Комунистичког информационог бироа 1948. године, као и након смрти Стаљина. У Совјетском Савезу су провели три дана и за то време одсвирали чак 17 концерата у Нориљску. Наступе су имали и у Сједињеним Државама у Линколн центру, где су представљали РТ Београд на данима југословенске телевизије, као и наступ у Аустрији, у берлинској Дојче хали, коју су пунили седам пута заредом. У иностранству на турнејама су провели пуних 15. година. Године 1975. проглашени су за југословенске амбасадоре културе и ослобођени су војске.
Често су свирали политичарима и дипломатама, као и Јосипу Брозу Титу, чији су чести гости били у Карађорђеву у Бачкој Паланци.
Крајем седамдесетих година престали су да наступају у иностранству и наступали искључиво у СФРЈ. Загребачку арену Ватрослав Лисински пунили су 14 пута за редом, као и многе друге широм бивше Југославије.
Током своје дугогодишње каријере, ансамбл је снимио 30 сингл плоча и више од 10 лп плоча, једну од њих у немачкој фирми Саба и две у Совјетском Савезу.
Поред музичких способности, извођења више музичких жанрова истовремено, Седморица младих су се истакли и као врхунски забављачи.
Били су заштитни знак оба канала РТБ, појављивали су се у породичним и забавним емисијама и серијама као што су Седам плус седам, Будите уз нас и у филму Седморица младих, које је режирао Јован Ристић. Већина чланова Седморица младих појављивала се и у филмовима Шеки снима, пази се и Најлепше године, као и у ТВ серијама Шест свечаних позивница, Како, Образ уз образ и Част ми је позвати вас. Осамдесетих година имали су своју емисију звану Циркус седам младих, емитовану на РТБ. Године 2003. појавили су се у филмовима Улицом 7 младих — I део и Улицом 7 младих — II део, а укупно су током своје каријере снимили више од 50 сати програмског садржаја.
Последњи концерт као ансамбл имали су у Сарајеву, у мају 1991. године, а исте године ушли су у у Гинисову књигу рекорда као састав који је 33 године свирао непрекидно заједно. Група је званично престала са радом 1999. године.
Ниједан члан ансамбла Седморице младих није добио националну пензију од Републике Србије.

## Дискографија

### Албуми
- Седам младих (1977) (РТВ Љубљана)
- Седам плус седам младих (1979) (ПГП РТБ)
- Седам плус седам – Деци (1980) (ПГП РТБ)
- Још не свиће рујна зора (1985) (ПГП РТБ)
- Штрумпфовизија (1985) (ПГП РТБ)
- Кад свеци марширају (2007) (ПГП РТС)

### ЕП и синглови
- When The Saints Go Marchin' In (1962) (Југотон)
- Живан Милић и Ансамбл 7 младих - Катерина (1962) (ПГП РТБ)
- Ансамбл "Седа Младих"*, Н. Спирова*, Н. Кнежевич* - Крыши/Рассказ О Потерянной Любви  (1963) (ВСР)
- Когда Я Пошел На Бембашу / Черные Глаза У Тебя, Девушка (1963) (АЗ)
- Honeysuckle Rose (1964) (Југотон)
- Huanita Banana  (1966) (Југотон)
- Some other guy (1967) (Југотон)
- Фа-фа-фа (1968) (Југотон)
- Стаде се цвеће росом китити (1969) (Југотон)
- Looky Looky/Marija  (1970) (Југотон)
- Код куће је, људи, најбоље (1970) (Југотон)
- Жута река/За шаку долара (1971) (ПГП РТБ)
- Па после кажу цига луд (1972) (ПГП РТБ)
- Кофа је бушна (1972) (ПГП РТБ)
- Дедушка И Репка/Как Капелька/Если Бы Ты Был Богатым/Когда Тебя Нет  (1973) (Мелодија)
- Сачмова успаванка (1974) (ПГП РТБ)
- Миловане (1975) (Дискос)
- Соловьи Поют, Заливаются/Березка/Кто Ждет, Тот Дождется/Песня У Винограда (1976) (Мелодија)
- У нашем сокаку/Телефон (1976) (Југотон)
- Отац и син (Амиџа) (1977) (РТВ Љубљана)
- Мини штрумпфијада (1984) (ПГП РТБ)

### Компилације и остало
- Седморо младих (1976) (Мелодија)
- 40 златних година 1959-1999 (2001) (Мелодија)
- Седморо младих (Мелодија)
- Соловьи Поют, Заливаются (1976) (ВТО)
- Хуанита банана (Југотон)

### Гостовања на албумима и компилацијама
- Weary Blues (kao Београдски диксиленд ансамбл), Вариоус Блед 1960 - Први југословенски џез фестивал  (1960) (Југотон)
- Когда Я Пошел На Бембашу, Вариоус - Солисты Югославской Эстрады  (1963) (МКАЗ)
- Наш дом, Вариоус - 9. интернационални фестивал забавне музике Сплит 69  (1969) (Југотон)
- Деда и репа (1978) (ПГП РТБ)
- Бранићемо земљу, Вариоус - Песме из војничког живота (1980) (ПГП РТБ)
- Песма голгетера, Вариоус - Ми волимо Звезду (Најлепше Звездине песме и сећања асова на освојене титуле шампиона) (1981) (ПГП РТБ)
- Срећа на оглас, Милан Котлић - Моја најлепшта звезда (1989) (ПГП РТБ)
- Лепа Јања, Вариоус - Староградски бисери (1991) (ПГП РТБ)
- Отац и син, Вариоус - Балкан жур (1995) (ЗКВ РТВС)
- Ба-тунга-ре, Вариоус - Поп-рок фестивал седамдесетих III (2000) (ПГП РТС)
- Куца и Јуца, Вариоус - Специајал 4: Одабране песме за децу (2005) (ПГП РТС)
- Каламити Џејнт, Вариоус - Одабани за децу 2: Диско-вриско (2005) (ПГП РТС)
- Sloop John B., Вариоус - Кад је рок био млад- Прича са источне стране (1956-1970) (2005) (ПГП РТС)
- Sloop John B., Вариоус - Кад је рок био млад цд 5 - Bet goes on 1 (2005) (Кроација рекордс, Perfect music)
- Пече чича ракију, Вариоус - (И) то је Србија (2006) (ПГП РТС, Змекс)
- Седам плус седам (Одјавна шприца), Вариоус - Све што нисте знали да желите да чујете на једном месту (2007) (ПГП РТС)
- Sloop John, Југотон - Источно од раја (2015) (Кроација рекордс, Југотон, Gold audio video)

### Фестивали
- 1960. Први југословенски џез фестивал, Блед - Weary Blues
- 1969. Сплит - Монфрина
- 1969. Сплит - Наш дом